# Beerawecka

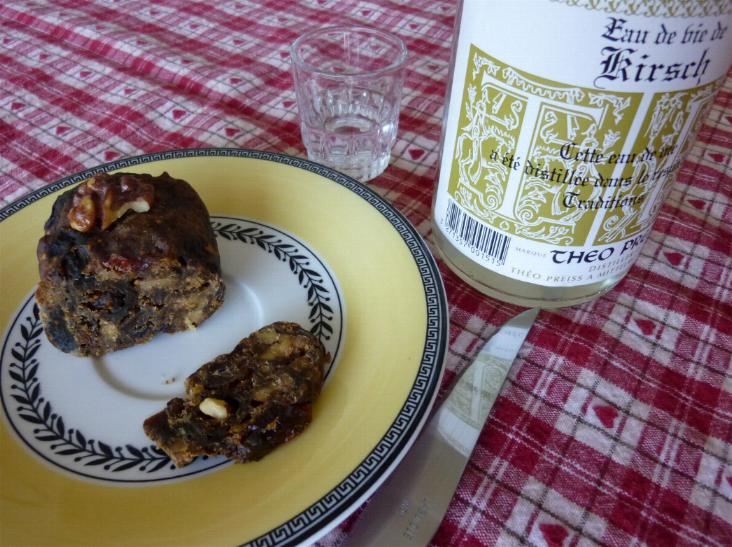
Beerawecka, gâteau alsacien de Noël.

Le Beerawecka (ou Berewecke en allemand et bas-rhinois), aussi appelé Hutzelbrot[réf. nécessaire], est un gâteau non levé traditionnel des fêtes de fin d'année. Il est principalement constitué de fruits secs (pruneaux, noix, noisettes, poires, abricots, figues, raisins…) et de fruits confits (orange et citron) macérés dans du Schnaps (eau-de-vie) de quetsche ou de mirabelle, parfois de cerises (kirsch) maintenus entre eux par une très fine couche de pâte fortement épicée. On le découpe et le sert en très fines tranches.
On le trouve en Alsace, dans le sud de l'Allemagne, en Autriche, en Suisse, dans le Tyrol du Sud et le Trentin italiens.

## Origine, histoire et signification culturelle
Cette spécialité d'Alsace, du sud de l'Allemagne, d'Autriche, de Suisse, du Tyrol du Sud et du Trentin en Italie s'offre traditionnellement pour Noël.
La plupart des gens pensent[réf. nécessaire] que le nom Beerawecka (ou Berewecke) provient de Beera signifiant « poire » en alsacien et de Wecka signifiant « pain » , "petit pain" étant désigné " Weckla" comme par exemple les Süweckla (petit pain à un sou[réf. nécessaire]). Toutefois, ce gâteau nous provient de la communauté juive autrefois fortement implantée en Alsace et qui a laissé quelques traces dans le dialecte et la culture alsacienne[réf. nécessaire]. En effet, le Beerawecka n'est pas un gâteau aux poires, mais bien le gâteau de fruits secs traditionnel de la Pâque juive en Alsace, que les chrétiens ont repris pour leurs fêtes de Noël.
On le rencontre également dans le Bas-Rhin sous le nom de Hutzelbrot, dans le pays welche sous le nom de Hogey et dans la vallée de Munster sous le nom de Schnìtzwecka mais enroulé dans la pâte[Comment ?][réf. nécessaire].